# Somdej Toh
Somdet To (1788-1872; BE 2331-2415), được gọi chính thức là Phra Buddhacarya Somdet Phra (To Brahmaramsi) (tiếng Thái: สมเด็จ พระ พุ ฒา จาร;), RTGS: Somdet Phra Phutthachan (Toh Phrommarangsi))) là một trong những nhà sư Phật giáo nổi tiếng nhất trong thời kỳ Rattanakosin của Thái Lan và tiếp tục là tu sĩ nổi tiếng nhất ở Thái Lan. Ông được tôn kính rộng rãi ở Thái Lan như một nhà sư, người được cho là sở hữu sức mạnh ma thuật và bùa hộ mệnh của ông được tìm kiếm rộng rãi. Hình ảnh và tượng của ông là một số biểu tượng tôn giáo phổ biến nhất ở Bangkok.